# 川合貞吉
川合 貞吉（かわい ていきち、1901年9月15日 - 1981年7月31日）は、日本の社会運動家、著述家である。21世紀になって公開された資料により、第二次世界大戦後は連合国軍最高司令官総司令部（GHQ）参謀第2部（G2）のエージェントとなっていたことが判明している。

## 経歴・人物
岐阜県大垣出身。1925年明治大学専門部政治経済科卒業。
1928年中国にわたり、上海で日支闘争同盟を組織した。1931年春、同盟の会合に出席した際、満鉄調査部上海満鉄公処の小松重雄の紹介で、尾崎秀実と出会う。リヒャルト・ゾルゲとも知りあい、情報活動に参加した。1941年10月22日ゾルゲ事件で検挙され、のち懲役10年の判決が下された。川合は宮城刑務所で服役した。
1945年10月10日、GHQの政治犯釈放指令により釈放。出獄後著述活動に専念した。
1948年10月、「せき・すみたみ」の筆名で「戦に抗した人々 - 尾崎秀実とゾルゲ」を雑誌『民衆の友』に発表。翌11月、尾崎秀実の異母弟尾崎秀樹らと「尾崎・ゾルゲ事件真相究明会」を発足させた。川合は著書などにおいて伊藤律が事件発覚の端緒であることを支持し補強する証言をおこなった。その後、晩年に至るまで「ゾルゲ事件の生き証人」として、事件についての著書『ある革命家の回想』を2度にわたって出版社を変えて刊行した。木下順二がゾルゲ事件を題材に執筆した戯曲『オットーと呼ばれる日本人』（1962年）は、川合の回想をベースにしたものであった。そのほかにもゾルゲ事件関係やアジア革命に関する著作を残した。
1981年7月31日、直腸癌のため、東京都府中市の病院で死去。墓所は多磨霊園。

## エージェントとしての活動
2000年にアメリカで成立した「日本帝国政府情報公開法」に基づき、2007年にアメリカ国立公文書記録管理局が機密解除した資料によって、川合がGHQ参謀第2部（G2）のエージェントとなっていたことが明らかになった。この文書を発掘・解読した加藤哲郎によると、その内容は以下の通りである。
チャールズ・ウィロビー率いるG2および民間情報局（CIS）は、日本でゾルゲ事件の調査をおこない、中国革命に好意的なジャーナリストを告発する赤狩りの一環として、アグネス・スメドレーとゾルゲとの関係を探っていた。川合に対するCISの内偵は1947年9月には始まっていた。1949年2月10日、アメリカ陸軍省はウィロビーが指揮した調査に基づくゾルゲ事件の報告書「ウィロビー報告」を発表し、この中でスメドレーを関係者として記述したが、直後にスメドレーからの抗議により、「手違い」として2月27日に報告書は陸軍長官により撤回となる。スメドレーからの抗議があった直後の2月16日、CISの文書課長であったポール・ラッシュ中佐により、川合は尋問を受けた。そこで、川合は上海時代のスメドレーがゾルゲの諜報団メンバーであったと証言した。この尋問の最後にラッシュは川合とともに一枚の写真に収まったが、これは尋問を受けた証拠として川合の「寝返り」を防ぐことが目的であった。CISは川合の証言に価値を認め、保護下に置くことを決める。川合の警護は米軍と日本の警察が担当することとなり、警視総監・田中栄一の面会を受けるが、その際に川合は「伊藤律は共産党の裏切り者で、尾崎の絞首刑に責任があり、自分は伊藤の破滅のために働きたい」と述べた。その後の尋問でも川合は「尾崎・ゾルゲ事件真相究明会」や日本共産党の「内情」を、伊藤をおとしめる形で伝えた上、ゾルゲ事件を利用した共産党攪乱工作まで提案した。CISは共産党情報を伝えたことに対して1万円の報酬を支給した後、1949年4月には川合に月2回の報告を義務づけ、報酬として2万円とタバコを支給することを決定し、川合はエージェントとなった。
川合がこうした行動に出た背景として、「尾崎・ゾルゲ事件真相究明会」に対して共産党が冷淡な態度を示したことへの不満、スメドレーについての証言だけでは米軍に対する価値が低くなるという危惧があった点を加藤は記している。
しかし、アメリカが本格的に日本共産党への工作を開始し、さらにコミンフォルムの批判によって共産党が分裂状態に陥ると、G2にとって川合の利用価値はほとんどなくなり、ただスメドレーの追及に使えるというだけの存在となっていた。このため、1950年2月には報酬を1万円に引き下げられるが、スメドレーは1950年5月に急死、1951年9月で川合への報酬は打ち切られた。この時期の川合は、米軍厚木基地でCIAに対して中国についての講師を務めていたとされる。
川合が受け取っていた報酬2万円は、1949年当時の大卒初任給の6倍以上という金額であったが、加藤はラストロボフ事件や志位正二（当初アメリカ、後にソビエト連邦のエージェント）のケースと比較して「破格のVIP待遇ではなく、いわば凡庸な平均的スパイの報酬」と述べている。
前記とも関係するが、1953年に出版した自伝『ある革命家の回想』について、事実との相違が多数指摘されているほか、ゾルゲ事件摘発後に川合の供述により検挙された「中共諜報団事件」について、供述は特別高等警察の作為に沿った虚偽で、関係者は冤罪であったとされている。
川合の「証言」に依存する形で松本清張や尾崎秀樹によって広められた「ゾルゲ事件検挙の端緒は、当局のスパイである伊藤律の供述」という説は、川合や伊藤、松本の没後に渡部富哉が捜査・裁判資料の洗い直しなどによって成り立たないことを示し、さらに川合の証言が米軍情報機関のエージェントとして伊藤を誣告する意図を持っていたと確認されたことで、根拠を完全に失った。松本清張が「伊藤律スパイ説」を記した『日本の黒い霧』について、発行元の文藝春秋は伊藤の遺族と渡部らの抗議を受け、2013年に松本の記述を訂正する注釈を入れることとなった。

## 著作
- 『支那の民族性と社会』第二国民会出版部〈支那問題叢書〉 1937年、谷沢書房、1983年
- 『ある革命家の回想』日本出版協同 1953年、新人物往来社 1973年、谷沢書房 1983年、徳間書店 〈徳間文庫〉1987年
- 『女将:自由の嵐に立つ女』現代社、1958年
- 『北一輝』新人物往来社、1972年
- 『匪賊:中国の民乱』新人物往来社、1973年
- 『ゾルゲ事件獄中記』新人物往来社、1975年
- 『中国革命と日本人』新人物往来社、1976年
- 『西郷の悲劇:裏切られたアジア革命』学芸書林、1976年
- 『神田錦町松本亭:染山泊の女松本フミ』学芸書林、1977年
- 『近代朝鮮の変革と日本人上・下』たいまつ社〈たいまつ新書〉、1977年
- 『遥かなる青年の日々に:私の半生記』谷沢書房、1979年
- 『秩父困民党:ただ一つの革命的農民闘争』埼玉県立浦和図書館（製作）、1980年
- 『第三世界のイデオロギー:アジアにおける宗教的コミューン思想の基礎と展開』谷沢書房、1980年
- 『革命の哲学:フランス革命と現代日本の革命的展望』 三一書房、1980年
- 『土着の反権力闘争と民乱:共同体の復権を求めて』谷沢書房、1981年
- 『日本の民族性と社会 : 二十一世紀への日本の進路』谷沢書房、1982年